# Verla
Verla je dobře zachovalá malá vesnice ve finském městě Kouvola. Je známá především díky svým továrnám na výrobu papíru, které zde stojí dodnes a jsou unikátní zejména technologickou ukázkou. První továrny zde byly zakládány již ve 2. polovině 19. století.
Dnes je Verla často navštěvovanou turistickou lokalitou, která je od roku 1996 součástí světového dědictví UNESCO.